# Manchester United Football Club 2004-2005
Questa voce raccoglie le informazioni riguardanti il Manchester United Football Club nelle competizioni ufficiali della stagione 2004-2005.

## Maglie e sponsor
| Prima | Seconda | Terza |

## Rosa
| N. |                             | Ruolo | Calciatore           |
| -- | --------------------------- | ----- | -------------------- |
| 1  | Stati Uniti (bandiera)      | P     | Tim Howard           |
| 2  | Inghilterra (bandiera)      | D     | Gary Neville         |
| 3  | Inghilterra (bandiera)      | D     | Phil Neville         |
| 4  | Argentina (bandiera)        | D     | Gabriel Heinze       |
| 5  | Inghilterra (bandiera)      | D     | Rio Ferdinand        |
| 6  | Inghilterra (bandiera)      | D     | Wes Brown            |
| 7  | Portogallo (bandiera)       | A     | Cristiano Ronaldo    |
| 8  | Inghilterra (bandiera)      | A     | Wayne Rooney         |
| 9  | Francia (bandiera)          | A     | Louis Saha           |
| 10 | Paesi Bassi (bandiera)      | A     | Ruud van Nistelrooy  |
| 11 | Galles (bandiera)           | C     | Ryan Giggs           |
| 12 | Francia (bandiera)          | A     | David Bellion        |
| 13 | Irlanda del Nord (bandiera) | P     | Roy Carroll          |
| 14 | Inghilterra (bandiera)      | A     | Alan Smith           |
| 15 | Brasile (bandiera)          | C     | Kléberson            |
| 16 | Irlanda (bandiera)          | C     | Roy Keane (capitano) |
| 17 | Irlanda (bandiera)          | C     | Liam Miller          |

| N. |                        | Ruolo | Calciatore          |
| -- | ---------------------- | ----- | ------------------- |
| 18 | Inghilterra (bandiera) | C     | Paul Scholes        |
| 19 | Camerun (bandiera)     | C     | Eric Djemba-Djemba  |
| 20 | Norvegia (bandiera)    | A     | Ole Gunnar Solskjær |
| 21 | Uruguay (bandiera)     | A     | Diego Forlán        |
| 22 | Irlanda (bandiera)     | D     | John O'Shea         |
| 23 | Inghilterra (bandiera) | C     | Kieran Richardson   |
| 24 | Scozia (bandiera)      | C     | Darren Fletcher     |
| 25 | Sudafrica (bandiera)   | C     | Quinton Fortune     |
| 27 | Francia (bandiera)     | D     | Mikaël Silvestre    |
| 28 | Spagna (bandiera)      | D     | Gerard Piqué        |
| 29 | Stati Uniti (bandiera) | D     | Jonathan Spector    |
| 31 | Inghilterra (bandiera) | C     | David Jones         |
| 33 | Inghilterra (bandiera) | C     | Chris Eagles        |
| 35 | Spagna (bandiera)      | P     | Ricardo             |
| 40 | Inghilterra (bandiera) | A     | Sylvan Ebanks-Blake |
| 41 | Belgio (bandiera)      | C     | Floribert Ngalula   |
| 42 | Italia (bandiera)      | A     | Giuseppe Rossi      |